# اسکارفیس (رپر)
اسکارفیس (انگلیسی: Scarface؛ زادهٔ ۹ نوامبر ۱۹۷۰) تهیه‌کننده موسیقی، موسیقی‌دان، خواننده رپ، و خواننده اهل ایالات متحده آمریکا است. وی از سال ۱۹۸۸ میلادی تاکنون مشغول فعالیت بوده‌است.
از فیلم‌ها یا برنامه‌های تلویزیونی که وی در آن نقش داشته‌است می‌توان به  ایدیوکراسی (فیلم) اشاره کرد.